# ジョージ・ヘンリー・ホール
ジョージ・ヘンリー・ホール'（George Henry Hall、1825年9月21日 - 1913年2月17日）はアメリカ合衆国の画家である。

## 略歴
ボストンで生まれた。父親はアイルランド系の成功した材木商である。ニューハンプシャー州のマンチェスターで育った。独学で絵を学んだ後、ボストン美術協会（Boston Artists' Association）の所属し、他の会員から学んだ。1842年からボストンに住み肖像画家として働き始め、ボストンの展覧会に参加するようになった。
1939年に創設されたアメリカン・アート・ユニオンは一般の人々から年会費を集め、アメリカ人画家の作品の複製版画を頒布し、ギャラリーの入場券やオリジナル絵画が当たる籤を配布するという組織であったが、1848年にアメリカン・アート・ユニオンは3枚のホールの絵画を買い入れた。アメリカン・アート・ユニオンの事務方の提案で、ドイツに留学することになり、翌年、さらに7枚の絵画が買い上げられ、その代金で、デュッセルドルフに渡る費用がまかなわれた。もう一人の画家、イーストマン・ジョンソンも同行した。1849年にデュッセルドルフ美術アカデミーに入学し、ルドルフ・ヴィークマンやハインリヒ・ミュッケのもとで学んだ 。その後、パリやスイスを旅し、ローマには1年ほど滞在した。
1852年にアメリカに戻り、ニューヨークに住んだ。1853年からナショナル・アカデミー・オブ・デザインの展覧会に出展を始めた。多作な作家として知られ、さまざまな分野で多くの作品を残した。特に、静物画で人気を得た。19世紀半ばにアメリカで花や瑞々しい果物などを描く、静物画の人気が高まり、ポール・ラクロワ(Paul LaCroix: 1828-1869)、セヴェリン・ローゼン(Severin Roesen: 1815-1872)、ジョン・F・フランシス(John F. Francis: 1808-1886)といった画家らと静物画を描いた。スミソニアン・アメリカ美術館によるホールの紹介記事ではホールを「アメリカでもっとも尊敬されている静物画家の一人」としている。
1880年代半ばにローマで、女性画家、ジェニー・オーガスタ・ブランズクーム（1850–1936)と知り合い、同じスタジオで活動し、彼女を教えた。

## 作品

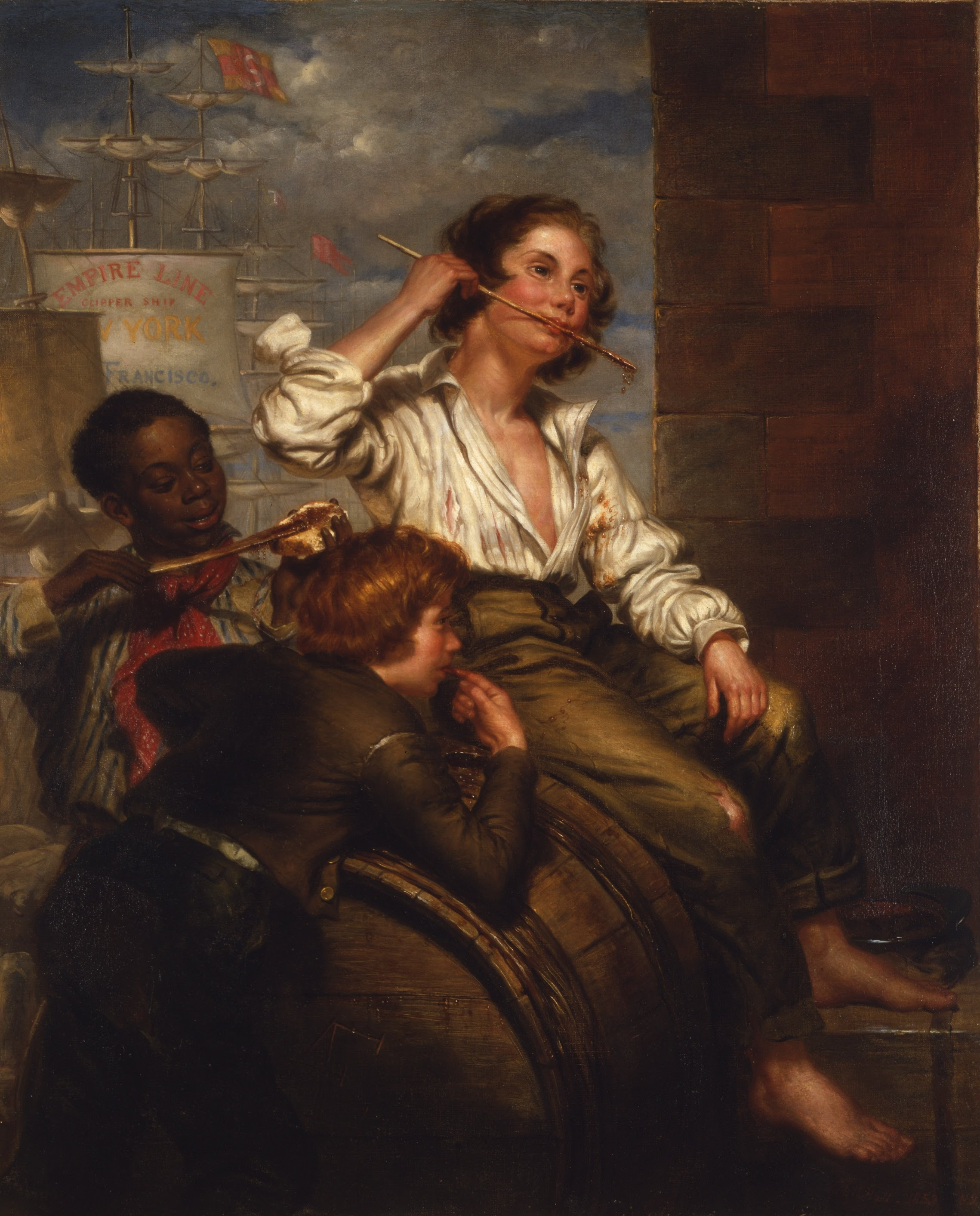
糖蜜をつまみ食いする少年たち(1853)
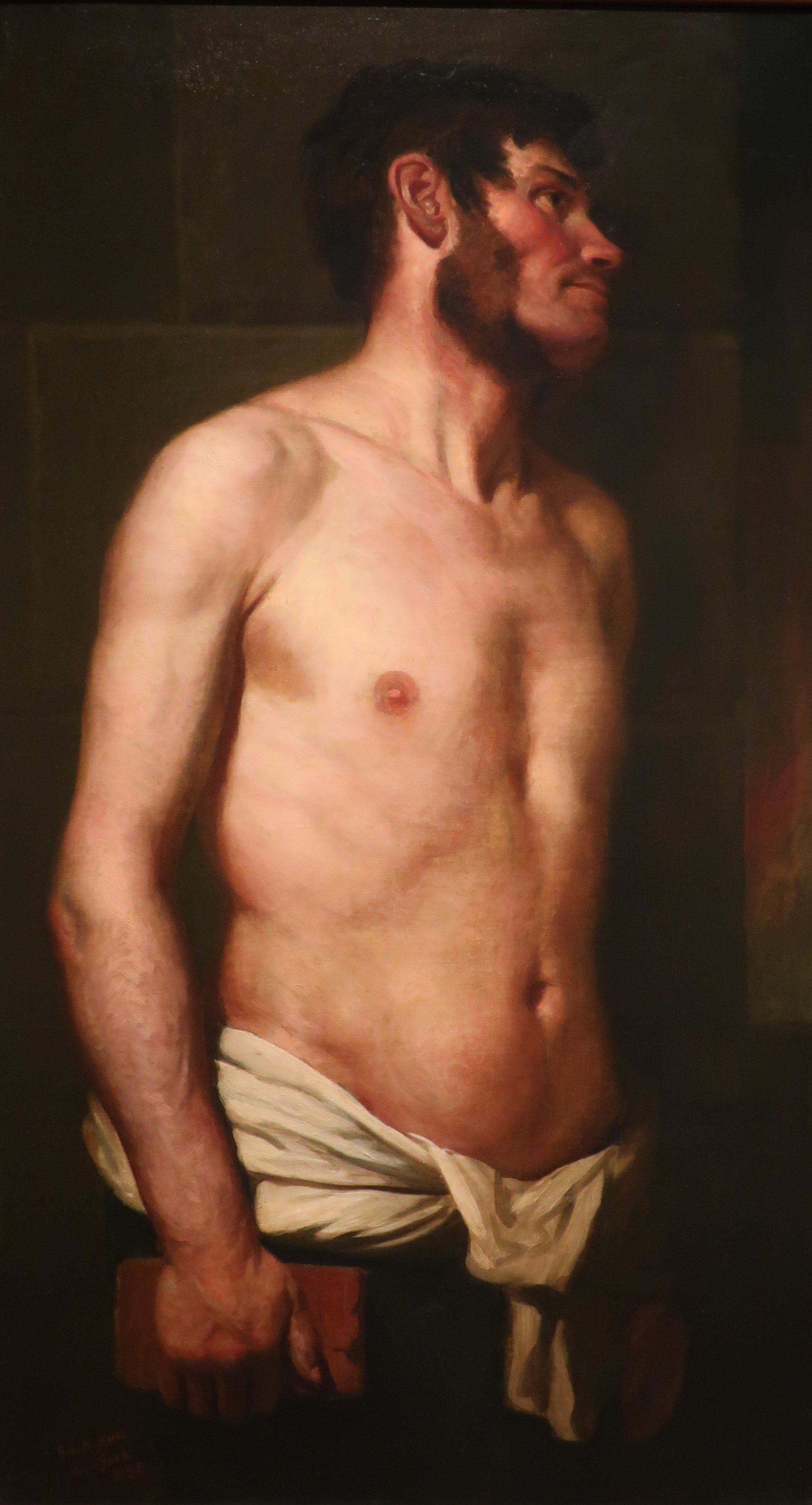
A Dead Rabbit (1858)
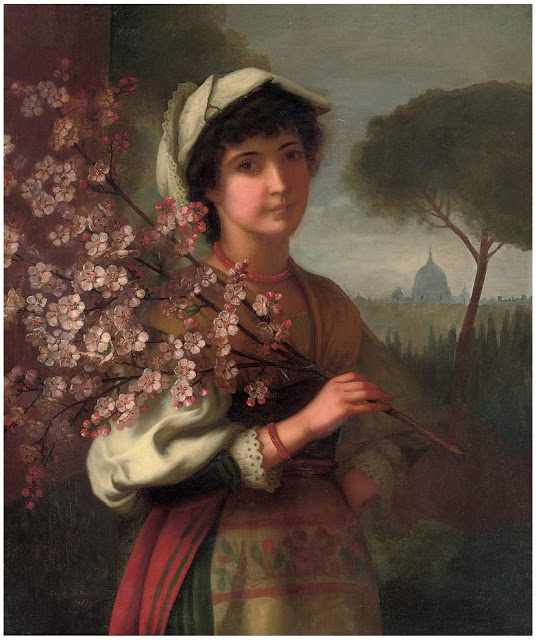
花を持つイタリア少女(1887)
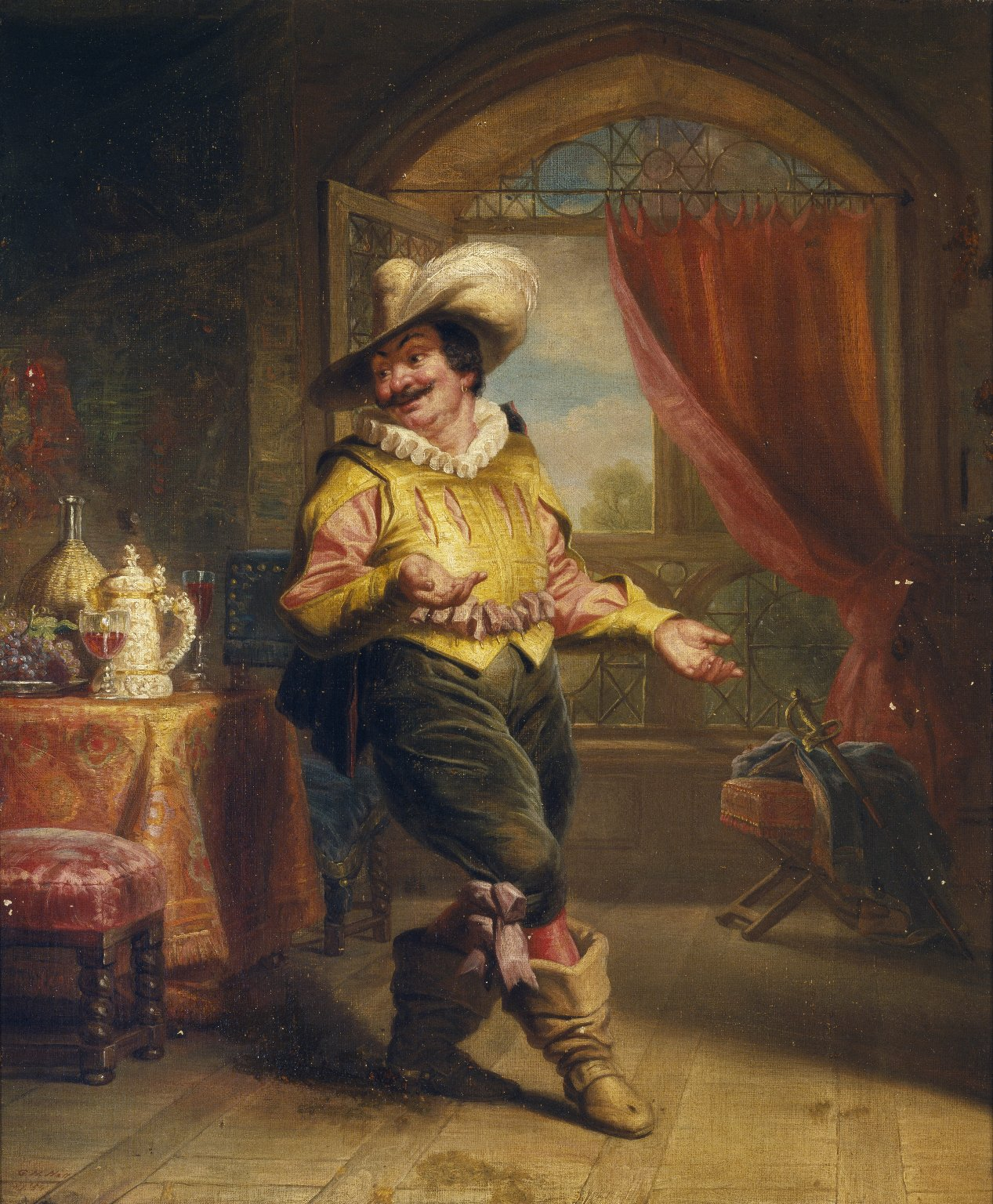
サー・トービー・ベルチ (『十二夜』の登場人物）(1854)

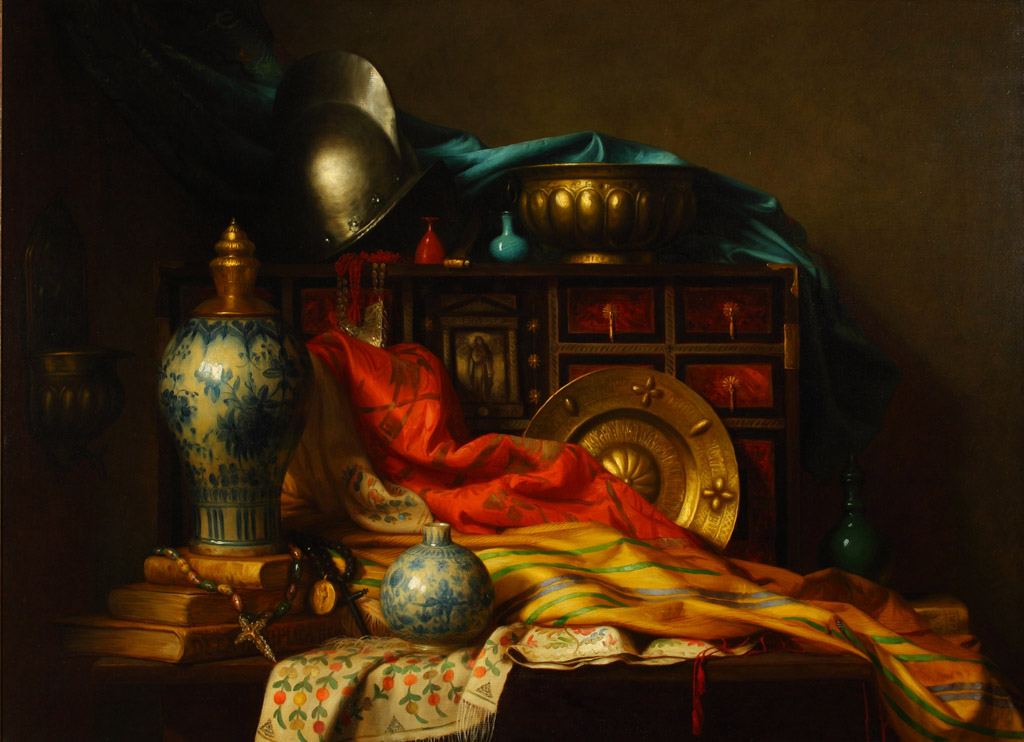
静物画(1880)
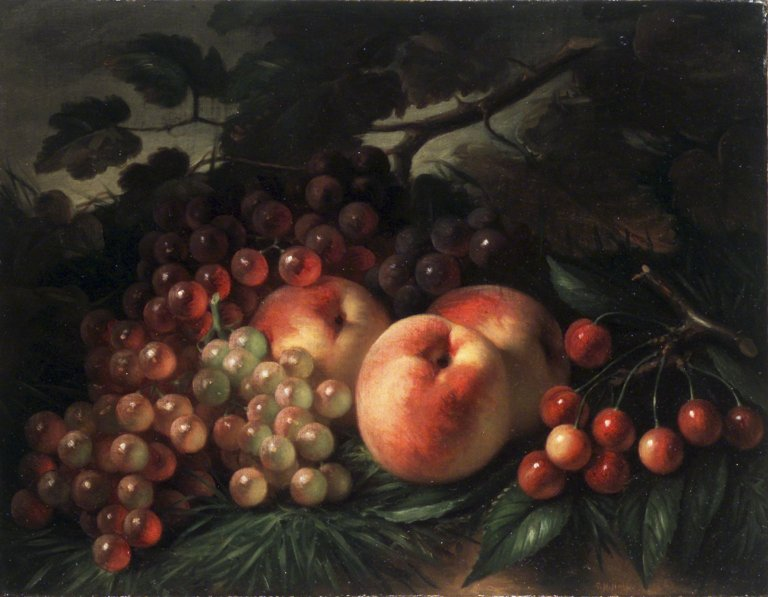
果物
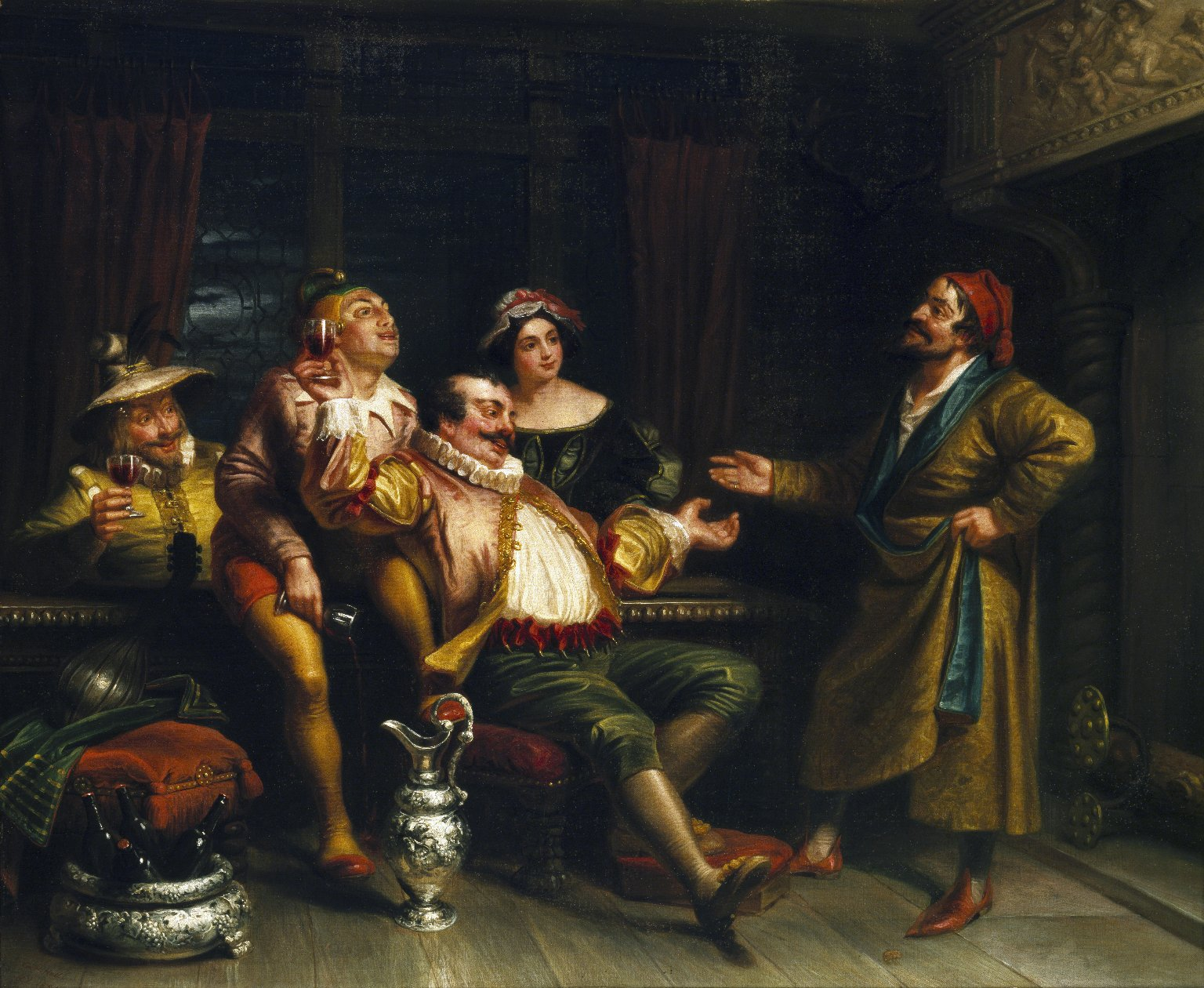
『十二夜』の場面(1873)